# Pachymerium brevicornis
Pachymerium brevicornis är en mångfotingart som först beskrevs av Lucas 1849.  Pachymerium brevicornis ingår i släktet Pachymerium och familjen storjordkrypare.
Artens utbredningsområde är Algeriet. Inga underarter finns listade i Catalogue of Life.